# Katharina Liebsch
Katharina Liebsch (* 1. Januar 1962 in Hamburg) ist eine deutsche Soziologin. Sie ist Professorin an der Helmut-Schmidt-Universität.

## Leben
Liebisch studierte von 1982 bis 1988 Germanistik, Geographie, Erziehungswissenschaften an der Universität Hamburg (Staatsexamen 1988). 1989/90 war sie Forschungsstipendiatin der Carl Duisberg Gesellschaft in Indien. 1993 wurde sie an der Universität Osnabrück zum Dr. phil. promoviert.
1994 war sie Visiting Lecturer an der University of Florida und 1997 Gastwissenschaftlerin am Smith College. 2000 habilitierte sie sich an der Universität Hamburg. 2000/01 war sie an der Universität Essen tätig. Von 2001 bis 2003 war sie Professorin für Soziologie an der Pädagogischen Hochschule Weingarten (dort Gründung des Zentrums für Politische Bildung) und danach mit dem Schwerpunkt Familien- und Jugendsoziologie an der Johann Wolfgang Goethe-Universität Frankfurt am Main. Seit 2010 ist Professorin für Soziologie unter besonderer Berücksichtigung der Mikrosoziologie an der Helmut-Schmidt-Universität der Bundeswehr in Hamburg und seit 2015 Dekanin der dortigen Fakultät für Geistes- und Sozialwissenschaften.
Von 2005 bis 2010 war sie Direktorin des Cornelia Goethe Zentrums für Frauenstudien und die Erforschung der Geschlechterverhältnisse der Frankfurter Universität. Seit 2010 ist sie Mitglied des Sektionsrats der Sektion Frauen- und Geschlechterforschung in der Deutschen Gesellschaft für Soziologie (zweite Sprecherin von 2012 bis 2014). Darüber hinaus ist sie seit 2008 Gastwissenschaftlerin am Sigmund-Freud-Institut in Frankfurt am Main.

## Auszeichnungen
- 1999: 1. Preis für Nachwuchswissenschaftler der Zeitschrift für Soziologie der Erziehung und Sozialisation

## Schriften (Auswahl)
- Vom Weib zur Weiblichkeit. Psychoanalytische Konstruktionen in feministischer Theorie (= Theorie und Praxis der Frauenforschung. Band 23). Kleine, Bielefeld 1994, ISBN 3-89370-190-7.
- Panik und Puritanismus. Über die Herstellung traditionalen und religiösen Sinns (= Veröffentlichungen der Sektion Religionssoziologie in der DGS. Band 5). Leske & Budrich, Opladen 2001, ISBN 3-8100-3109-7.
- mit Ulrike Manz: Jenseits der Expertenkultur. Zur Aneignung und Transformation biomedizinischen und gentechnologischen Wissens in der Schule. VS Verlag für Sozialwissenschaften, Wiesbaden 2007, ISBN 978-3-531-15511-1.
- (Hrsg. mit Ulrike Manz): Leben mit den Lebenswissenschaften. Wie wird biomedizinisches Wissen in Alltagspraxis übersetzt? (= Verkörperungen. Band 7). Transcript, Bielefeld 2010, ISBN 978-3-8376-1425-1.
- (Hrsg.): Reflexion und Intervention. Zur Theorie und Praxis schulpraktischer Studien. Schneider Verlag Hohengehren, Baltmannsweiler 2010, ISBN 978-3-8340-0735-3.
- (Hrsg.): Jugendsoziologie. Von Teenagern, Adoleszenten und neuen Generationen (= Lehr- und Handbücher der Soziologie). Oldenbourg, München 2012, ISBN 978-3-486-59113-2.